# EuroDomino
Az EuroDomino egy kedvezményes nemzetközi vasúti jegy volt. 2007 április 1-jén beleolvadt az InterRailba.
Ezt a jegyet országonként adták ki, melyek dominószerűen egymáshoz illesztve adták ki az európai hálózatot. A jegy árát a vasúttársaságok maguk állapították meg a saját vonalaikra, de természetesen bárhol megválthatók voltak. A jegyek érvénytartama 1 hónap volt, ezen belül kellett a jegyváltáskor – a konkrét napok megjelölése nélkül – nyilatkozni, hány napot kíván utazással tölteni az ügyfél. A jegy legalább három, legfeljebb nyolc napnyi utazást tett lehetővé.
Az áruk legtöbbször a viszonylatra kiadottakéhoz hasonló. Ennek oka, hogy a célországba vagy a zónába utazáshoz a társaságok 25-50%-os kedvezményt adtak a „viszonylati” jegyárból. Noha e jegyek rugalmasabban és praktikusabban felhasználhatók voltak (hiszen még az EuroDomino esetén is legalább egy napnyi tetszőleges utazást tett lehetővé ugyanazért az árért), jellemző, hogy e jegyeket a nemzetközi pénztárosok akkor sem ajánlották az utasnak, ha az olcsóbb volt a viszonylatos árnál. Ennek oka részben a képzettség hiányára, részben az érdektelenségre volt visszavezethető. A nemzetközi pénztáros a jutaléka miatt ugyanis a drágább, egyszerűbb, gyorsabban elkészíthető jegyek kiadásában volt érdekelt.

## Zónák
2007. április 1. előtt az alábbi zónákra volt osztva Európa:
30 ország, 9 zónára osztva:
- A Zóna – Egyesült Királyság, Írország
- B Zóna – Finnország, Norvégia, Svédország
- C Zóna – Ausztria, Dánia, Németország, Svájc
- D Zóna – Bosznia-Hercegovina, Horvátország, Csehország, Magyarország, Lengyelország, Szlovákia
- E Zóna – Belgium, Franciaország, Luxembourg, Hollandia
- F Zóna – Marokkó, Portugália, Spanyolország
- G Zóna – Görögország, Olaszország, Szlovénia, Törökország
- H Zóna – Bulgária, Macedónia, Románia, Szerbia, Montenegró

## Lásd még
- Eurail
- InterRail